# Leucopholis emarginata
Leucopholis emarginata är en skalbaggsart som beskrevs av Hermann Burmeister 1855. Leucopholis emarginata ingår i släktet Leucopholis och familjen Melolonthidae. Inga underarter finns listade i Catalogue of Life.